# 托塞瓦·林瓦纳斯蒂安
托塞瓦·林瓦纳斯蒂安（1993年5月17日—），泰国足球运动员，司职中场。現效力於泰超球会曼谷联，也代表泰国国家足球队。

## 荣誉

### 俱乐部
蒙通联
- 泰国联赛杯冠军：2017
- 湄公河球會錦標賽冠军：2017

### 国家队
泰国
- 泰王杯：2016